# 喃嘸山
喃嘸山，又名嘉頓山（英語：Garden Hill）和水庫山、煙墩山，高90.6米，是香港深水埗區的一座小山丘，位於石硤尾西北面。西面山腰靠近大埔道，北面為澤安邨。

## 歷史
喃嘸山古稱麒麟山。「山上昔有石如麒麟，故得是名也。」
1998年啟德機場關閉前有一座飛機訊號燈塔，有行車徑方便維修員上山。嘉頓山之名來自山下附近的嘉頓麵包廠房，現為附近居民的晨運徑。市面上的地圖只顯示了晨運徑的路徑，並沒有顯示此山的名字，其原因可能是「嘉頓山」只是居民約定俗成的稱呼，而非政府正式確認的地名。
2017年3月，九龍西立法會議員梁美芬在立法會財務委員會提出興建觀景台及升降機，希望讓居民及遊客欣賞深水埗日夜美景。結果被本土研究社成員陳劍青批評有關建議畫蛇添足，並無考慮到實際需要，認為山野景點化，只會帶來破壞。

## 特色
遊人步行15分鐘登上山頂，便能夠俯瞰深水埗和石硤尾的公共屋邨和舊式唐樓，並眺望昂船洲大橋，是欣賞及拍攝夕陽和西九龍夜景的熱門地點，
在1998年啟德機場關閉前，為保障機場航道安全，政府為九龍區的建築物訂立安全高度限制，1998年機場關閉前遊人能登上山頂俯瞰西九龍，眺望香港島、東九龍和大嶼山景致。

## 圖片

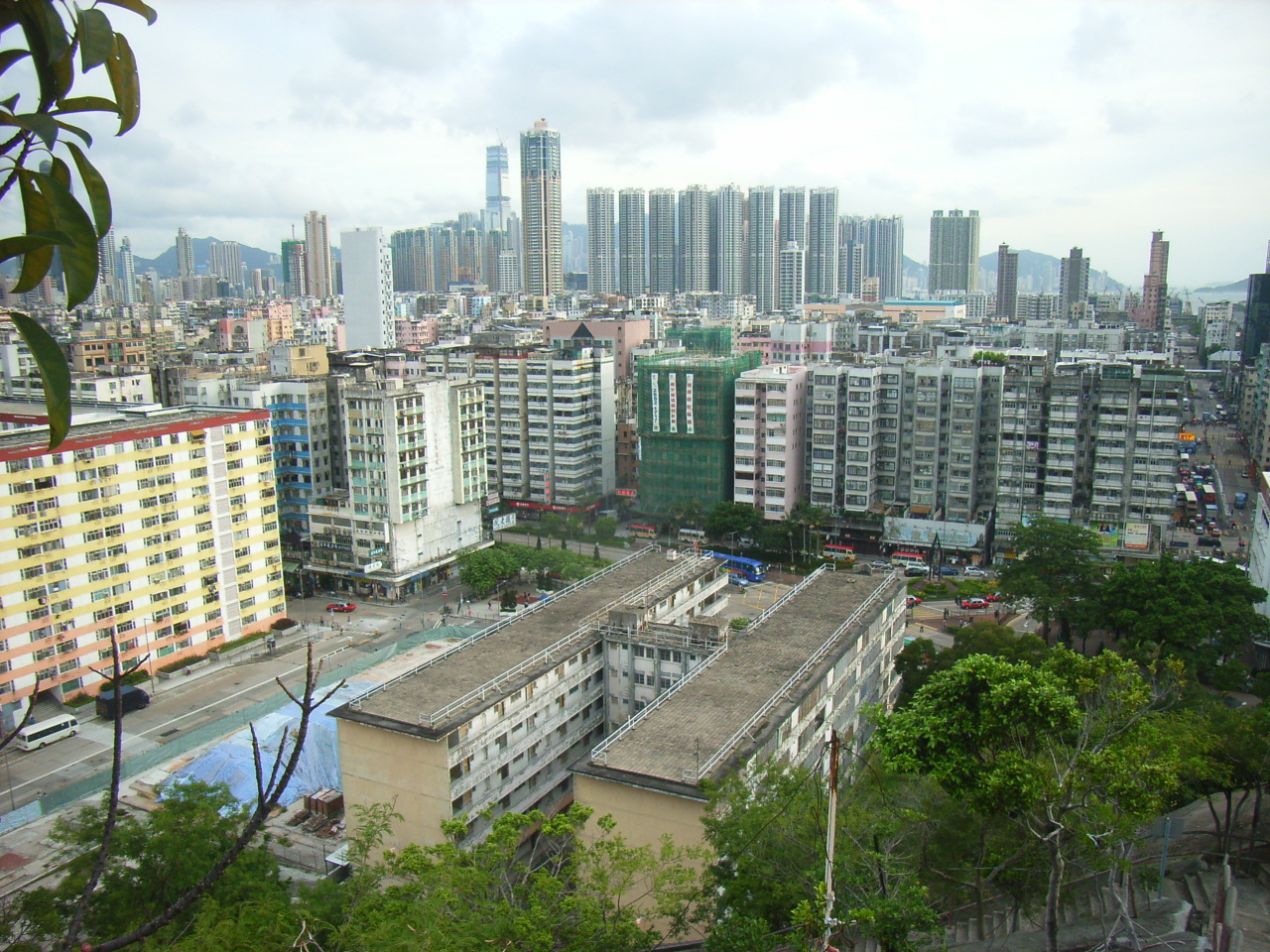
日間遠眺深水埗，H型建築為美荷樓
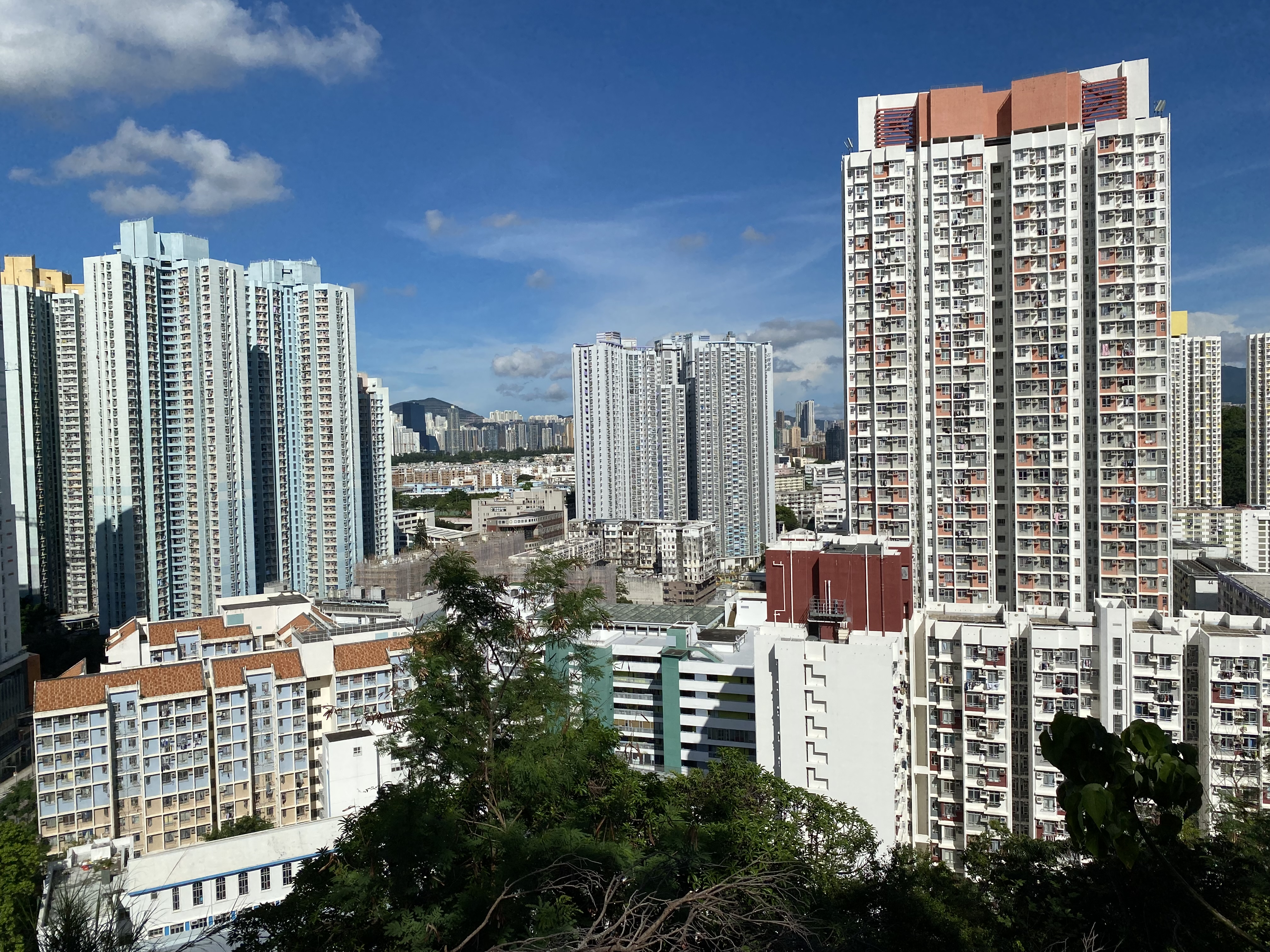
遠眺石硤尾公屋群
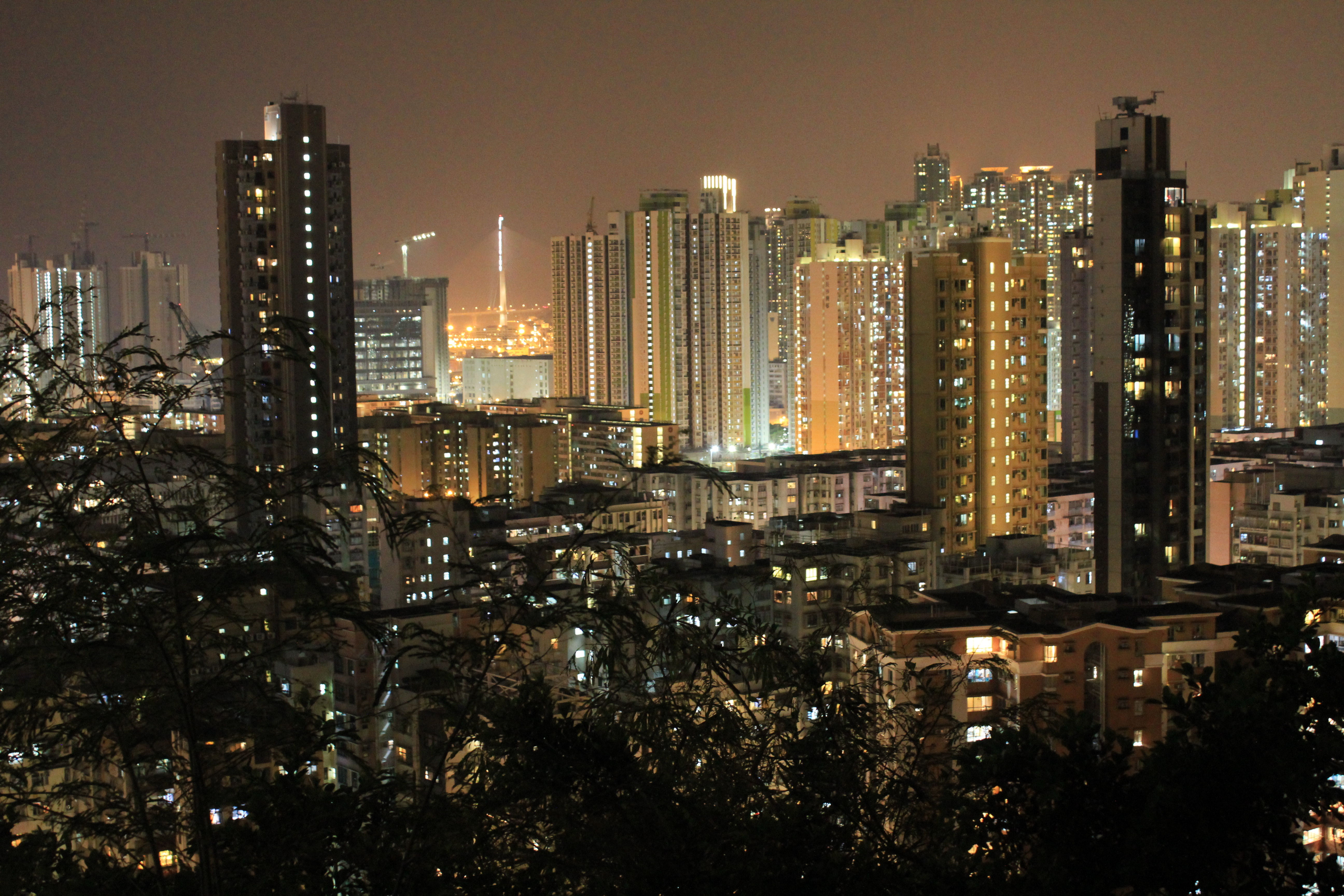
遠眺長沙灣，後方為昂船洲大橋
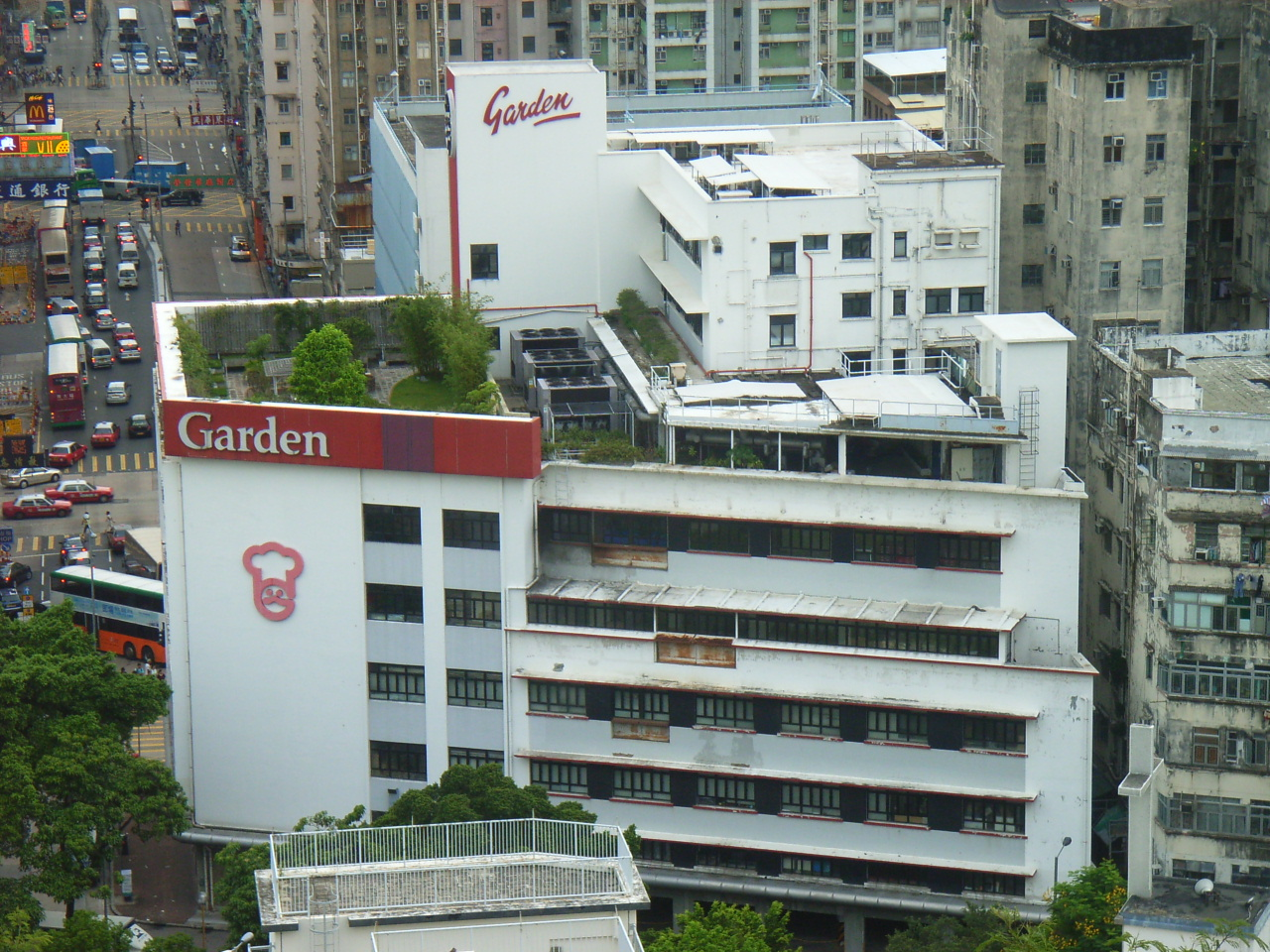
嘉頓山下的嘉頓中心
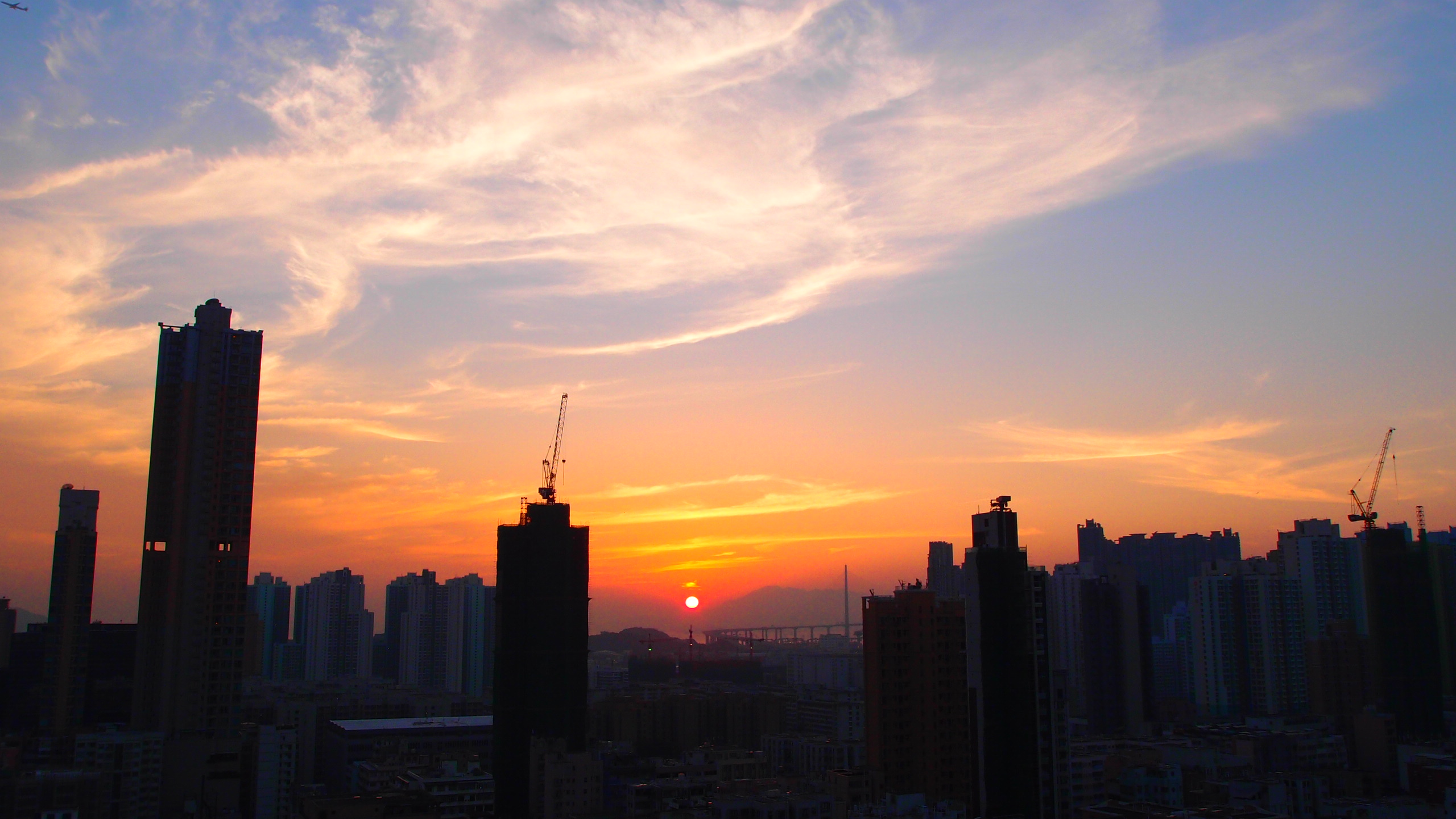
日落

## 登山途徑

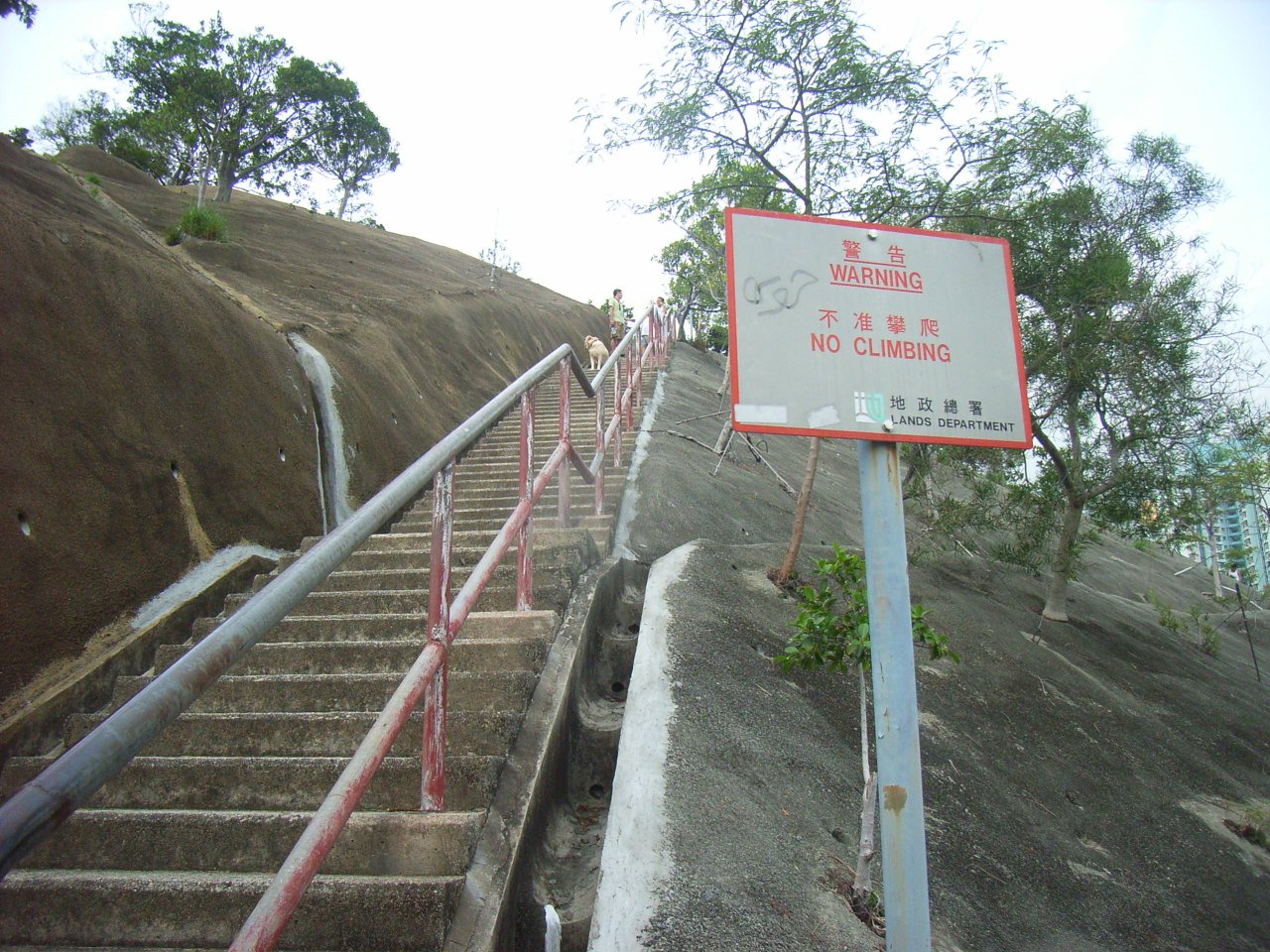
嘉頓山晨運徑

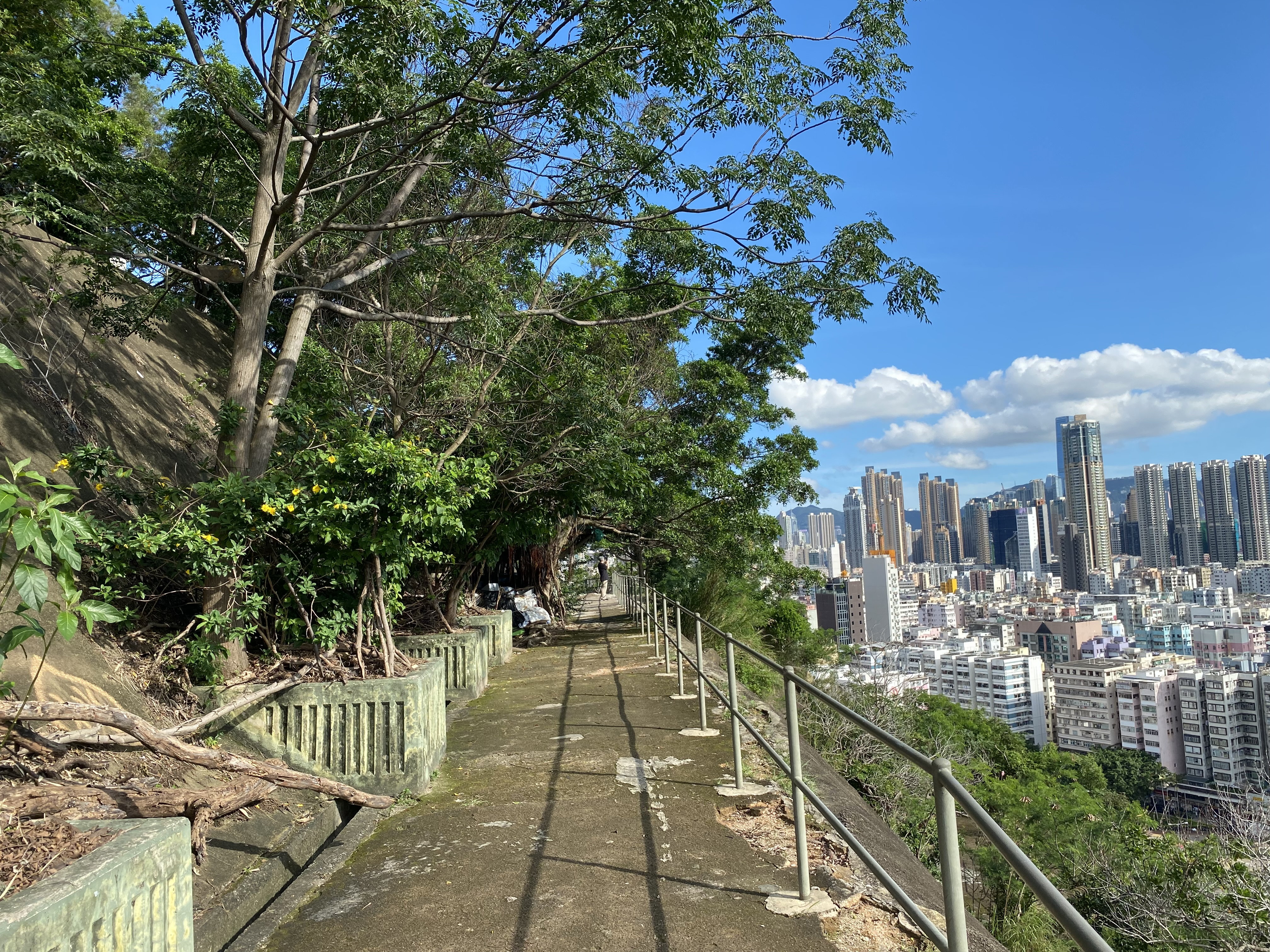
嘉頓山行人徑

美荷樓青年旅舍（石硤尾邨41座舊址，1954年建成，一級歷史建築）及北九龍裁判署舊址，二級歷史建築）後均有晨運徑可以到達嘉頓山，短短十數分鐘就可登頂。

## 流行文化
1980至90年代有多部電影及電視劇在嘉頓山拍攝，例如電影《喋血街頭》、《一本漫畫闖天涯》、香港電台電視劇《性本善》、無綫電視劇集《男兒本色》等。在電影《喋血街頭》、《一本漫畫闖天涯》、TVB音樂節目主持mv《停不了的音樂》中可見已拆卸的行車徑和飛機訊號燈塔舊貌。近年亦有不少電視劇在山上取景，如無綫電視劇集《怒火街頭》、《怒火街頭2》、《十八年後的終極告白》、《逆天奇案2》等。

## 外部連結
- 【香港攝影好去處】嘉頓山攝影技巧、相片分享 | DCFever旅遊網（页面存档备份，存于）
- 【城中遊】俯瞰繁榮街角 登上嘉頓山賞夕陽 | 堅。離地城 kennechu.info（页面存档备份，存于）